# Iolaphilus menas
Iolaphilus menas är en fjärilsart som beskrevs av Druce 1890. Iolaphilus menas ingår i släktet Iolaphilus och familjen juvelvingar. Inga underarter finns listade i Catalogue of Life.